# Malcolm III
Pour les articles homonymes, voir Malcolm et Canmore.
Malcolm III, surnommé Canmore (« Grosse-Tête ») (écossais  Maíl Choluim mac Donnchada), né vers 1031, mort le 13 novembre 1093 à Alnwick dans le Northumberland (Angleterre), est roi d'Écosse de 1058 à 1093.

## Origine
Malcolm III ou Máel Coluim Ceann Mór ou Malcolm Canmore est le fils aîné de Duncan Ier, roi des Scots de 1034 à 1040, et de son épouse identifiée comme une cousine anonyme de Siward de Northumbrie (mort en 1055).

## Prétendant
Pendant le règne de Macbeth (1040-1057), qui a tué Duncan Ier pour s'emparer du trône, Malcolm est exilé à la cour d'Édouard le Confesseur, roi d'Angleterre, qui lui donne un petit fief dans le Northamptonshire.
En 1054, Malcolm avec une petite troupe accompagne l'armée du comte Siward, qui envahit l'Écosse par ordre du roi Édouard. Le 27 juillet les forces du comte défont Macbeth, à un endroit traditionnellement identifié avec la colline de Dunsinane dans les Sidlaws, avec de lourdes pertes dans les deux camps. Cette victoire met Malcolm en possession de l'Écosse au sud du Firth of Tay. Trois ans plus tard le 15 août 1057, Malcolm tue Macbeth à Lumphanan, dans l'actuel Aberdeenshire.
Bien que le beau-fils de Macbeth, Lulach, soit accepté comme souverain par les Scots, Malcolm réussit à se faire reconnaître comme roi à Scone, le traditionnel lieu d'intronisation des souverains d'Écosse. Lulach est tué à son tour dans une embuscade dans les environs de Rhynie près de Strathbogie, le 25 mars 1058 et selon l'historien du XIVe siècle Jean de Fordun, Malcolm III lui succède alors sur le trône.

## Règne

### Relations avec les Anglo-Saxons
En plus d'une rencontre pacifique avec Édouard le Confesseur en 1059 lorsque Malcolm III est conduit au roi par Cynesige l'archevêque d'York, l'évêque Æthelwine de Durham et le comte Tostig, le premier des cinq raids de Malcolm en Northumbrie anglaise intervient en 1061, quand Lindisfarne est pillée. Depuis au moins 1018 la « Northumbrie écossaise » c'est-à-dire le Lothian et le Berwickshire font partie du royaume d'Écosse. Malcolm III semble être déterminé à annexer la Northumbrie comprise entre la Tweed et la Tees, cette ambition est une réponse à la revendication des Anglo-Saxons qui considèrent que le territoire entre la Tees et le Firth of Forth doit être sous leur souveraineté.
Avant 1070, le second et célèbre mariage de Malcolm III avec Marguerite (morte en 1093), fille d'Édouard l'Exilé (mort en 1057), et petite-nièce d'Édouard le Confesseur, est une conséquence de la conquête normande de l'Angleterre. En 1066, après la mort du « Confesseur » et l'accession de Harold Godwineson au trône anglais, Tostig, le frère de Harold et jusqu'en 1065 comte de Northumbrie où il avait succédé à Siward, complote avec Harald Hardrade, roi de Norvège, et Malcolm, roi des Scots, pour détrôner Harold Godwineson et, sans doute partager l'Angleterre entre eux.
Bien que pendant l'été 1066 Tostig se réfugie chez Malcolm, et qu'il devienne son « frère juré », les Scots ne jouent aucun rôle dans la tentative d'invasion navale menée dans le Nord de l'Angleterre par Tostig et le roi de Norvège, qui se termine par la défaite et la mort des deux chefs de l'expédition le 25 septembre lors de la bataille de Stamford Bridge. Malcolm semble avoir vu dans la confusion qui suit la victoire de Guillaume de Normandie à la bataille d'Hastings une opportunité pour satisfaire ses ambitions en Northumbrie au sud de la Tweed.
La chronologie des événements survenus entre 1068 et 1071 est difficile à établir avec certitude, il semble toutefois que la résistance anglaise aux Normands voyait dans l'Écosse un refuge et un soutien militaire. Dans l'été 1068, Edgar Ætheling, qui portait les aspirations des nationalistes anglo-saxons, fuit à la cour d'Écosse avec sa mère Agatha et ses deux sœurs, Marguerite et Christine.
Une intervention écossaise dans le Nord est évitée lors de l'occupation d'York par le roi Guillaume Ier qui conclut un accord avec Malcolm III écartant ainsi la menace écossaise. Selon Siméon de Durham, au printemps 1070, Malcolm avec une grande armée effectue un raid au sud de Tweed. Il n'est pas certain qu'il voulait avec cette incursion tenter de soutenir la seconde révolte des Northumbriens, commencée après le meurtre en janvier 1069 de Robert de Comines, nommé par Guillaume Ier comte de Northumbrie car cette révolte avait été écrasée par le Conquérant dès Pâques 1070.
C'est à cette époque, vers 1069-1070, que Malcolm III épouse Marguerite, la sœur d'Edgar Ætheling. Cette union pouvait être considérée par Guillaume Ier comme un défi car elle signifiait que les héritiers du roi d'Écosse par ce second mariage pouvaient éventuellement prétendre au royaume anglais.

### Relations avec les Normands
La politique agressive de Malcolm amène Guillaume Ier d'Angleterre à organiser une expédition en Écosse. En 1072, Guillaume Ier conduit une armée et une flotte vers le nord jusqu'au Firth of Tay, au cœur du royaume d'Écosse et reçoit l'hommage du roi des Scots à Abernethy. Sans doute à la suite de cette soumission, Edgar Ætheling, désormais isolé, fait la paix avec Guillaume le Conquérant qui le traite honorablement.
Malgré l'opportunité présentée par la révolte de Waltheof de Northumbrie en 1074-1076, Malcolm III demeure en paix avec Guillaume Ier jusqu'en 1079. Cette année-là, le roi des Scots mène son troisième grand raid dans le Northumberland, épargnant les domaines de l'église de Hexham sans doute en signe de révérence pour les saints locaux. Le Conquérant répond en dépêchant en 1080 vers le nord son fils aîné, Robert Courteheuse, avec une armée, mais Robert ne pénètre pas plus loin que Falkirk où il rencontre Malcolm III et obtient la confirmation de sa soumission de 1072. Robert achève seulement la construction d'un « château neuf » sur la rive nord de la Tyne, près du site du pont romain dit « pons Ælius ».
Malcolm III est très sensible à la question de son autorité sur la « Northumbrie écossaise » comme le montre un récit de Siméon de Durham dans son Libellus de exordio. Selon l'auteur, Turgot, qui sera ensuite le chapelain et confesseur puis biographe de la reine Marguerite d'Écosse avant d'être évêque de St Andrews, en association avec Aldwin, plus tard moine à l'abbaye de Hailes à Winchcombe dans le Gloucestershire, tentent de faire revivre la vie monastique dans l'abbaye de Melrose, peut-être dans les dernières années de la décennie 1070. Le roi d'Écosse demande alors aux moines anglais de lui prêter un serment de fidélité, et à la suite de leur refus, il les persécute de différentes manières jusqu'à ce qu'ils soient rappelés en Angleterre par l'évêque Walcher de Durham (mort en 1080).
En 1087, après l'accession au trône de Guillaume II d'Angleterre, Duncan, le fils aîné de Malcolm, qui était otage en Angleterre depuis 1072, est armé chevalier par le nouveau roi avec qui il avait été élevé et qui lui rend sa liberté. Duncan choisit de résider le plus souvent à la cour anglaise.
En 1091 Malcolm III effectue un nouveau raid en Northumbrie jusque vers Durham. En représailles, une expédition navale et terrestre est montée contre lui par Guillaume II le Roux, mais elle doit faire face au mauvais temps qui détruit la flotte et fait des ravages parmi la cavalerie. Robert Courteheuse et Edgar Ætheling négocient une paix qui laisse à Malcolm III les domaines anglais qui lui avaient été concédés par le Guillaume le Conquérant, en contrepartie selon certaines sources, d'un hommage à Guillaume II le Roux.
Ce dernier semble inquiet de la fragilité de sa frontière avec l'Écosse car en 1092 il vient dans le Nord, expulse le gouverneur Dolfin et annexe Carlisle et son district, il y construit immédiatement une imposant château fort et installe dans la région des paysans anglais. Une information émanant de l'Historia regum de Siméon de Durham, qui indique qu'en 1070 la Cumbria est sous le contrôle de Malcolm III, « possédée non par le droit mais subjuguée par la force », démontre à la fois que la région est bien sous la domination du roi d'Écosse et comment les Anglais ressentent cette occupation. Le statut de la Cumbrie a en fait été longtemps disputé, si bien que la saisie par Guillaume II Rufus de Carlisle et de sa région ne constitue pas un événement sans précédent. Elle donne néanmoins à Malcolm III un sujet important d'animosité.

### Relations avec les Orcades et le Moray
Par contraste avec les nombreux conflits relevés par la saga des Orcadiens sous le règne de son prédécesseur Macbeth, les relations de Malcolm III avec les souverains scandinaves des Orcades sont amicales.
Vers 1065, il épouse sa première femme, Ingibjorg, qui était soit la veuve soit une fille du comte des Orcades, Thorfinn Sigurdsson. G.W.S. Barrow estime qu'elle est plus probablement une fille du comte car la mort de Thorfinn est généralement datée de 1064 ou 1065 et avec cette première épouse, Malcolm à deux ou trois fils, Duncan II, Domnall qui termine « sa vie de façon malheureuse » en 1085, c'est-à-dire tué par les « Hommes de Moray » (?), et peut-être Malcolm, dont les naissances doivent être intervenues pendant la période comprise entre le milieu de la décennie 1060 et le second mariage du roi en 1069 ou 1070.
Les dynastes héritiers de MacBeth qui règnent de manière quasi indépendante sur la Moray contestent la royauté de Malcolm III. En 1078, Mael Snechta mac Lulaig, le fils de Lulach, était en rébellion, Malcolm II capture « sa mère et ses meilleurs hommes et ses trésors ». Une réconciliation suit au terme de laquelle Mael Snechta meurt paisiblement en 1085 après s'être retiré dans un monastère.

### Fin du règne
Malcolm envoie des messagers à la cour du roi d'Angleterre à Gloucester à la fin d'août 1093, pour demander le traité de paix qu'on lui a promis. La négociation est menée par Edgar Ætheling, beau-frère de Malcolm. Le roi Guillaume II donne son accord pour une entrevue. Lors de son voyage vers le sud, Malcolm prend part le 11 août à la cérémonie de la pose de la première pierre de la nouvelle et actuelle cathédrale de Durham. Malcolm arrive à Gloucester le 24 août, mais le roi Guillaume refuse dédaigneusement de le recevoir et lui refuse aussi le traité, à moins que les barons anglais ne jugent de l'affaire eux-mêmes. Cette demande est bien sûr inacceptable pour Malcolm III qui serait traité comme un baron vassal et non comme un souverain indépendant.
Malcolm furieux, après avoir rendu visite à sa fille aînée Édith dans son monastère de Wilton, repart en Écosse, où il rassemble son armée. Il entre en campagne fin octobre, commet des ravages (unræde : méfaits) en Northumbrie et met le siège devant Alnwick. Il est accompagné d'Édouard, le fils aîné de son second mariage qu'il avait désigné comme son héritier, et d'Edgar, son fils cadet. L'armée écossaise trouve en face d'elle une petite armée anglaise commandée par Robert de Montbray, comte de Northumbrie, gouverneur de la forteresse de Bamburgh sur la côte. Les chevaliers anglais attaquent les Écossais par surprise sous les remparts d'Alnwick. Malcolm et Édouard sont tous deux tués, Malcolm III est abattu par Arkil Morel de Bamburgh, un neveu du comte, décrit comme son « frère juré », le 13 novembre 1093 ; il est aussi présenté comme l'intendant (stiward) de Robert de Montbray, lui-même « parrain » (godsib) de Malcolm. L'événement, appelé la bataille d'Alnwick a lieu le jour de la saint Brice. Édouard meurt de ses blessures quelques jours plus tard. D'après le récit du chroniqueur Orderic Vital, Malcolm s'en retournait en paix dans ses États, quand Robert de Montbray, son neveu Morel et des hommes armés l'assaillent à l'improviste et le tuent, lors même qu'il était sans arme.
Malcolm III est inhumé au prieuré de Tynemouth, sur les terres de Robert de Montbray. Son jeune fils, Edgar, apporte les nouvelles de la mort de son père et de celle de son frère aîné à Édimbourg où sa mère, la reine Marguerite, tombe malade épuisée par le régime de jeûnes qu'elle s'imposait et meurt de douleur le 16 novembre. Elle est inhumée dans l'église de sa fondation monastique de Dunfermline. C'est peut-être vers 1115 qu'Alexandre Ier fait exhumer les restes de son père et les fait transférer à l'abbaye de Dunfermline, dans l'église de la Sainte-Trinité, dont la construction vient de s'achever. Le 20 juillet 1250, les restes du roi Malcolm sont de nouveau transférés, ils sont réinhumés dans la chapelle Notre-Dame de l'abbaye de Dunfermline, derrière le chœur ; Malcolm rejoint là le sarcophage de son épouse, la reine Marguerite, qui vient d'être canonisée. Lors de la Réforme protestante en Écosse, vers 1580, les tombeaux seront saccagés et les sépultures profanées. Les restes de sainte Marguerite d'Écosse et de Malcolm sont transférés par Philippe II d'Espagne à l'Escurial près de Madrid où ils se trouvent encore.

## Conclusions
En dépit de la brutalité de ses raids contre les Anglais de Northumbrie, Malcolm III laisse une réputation de sagacité et un récit préservé Ælred de Rievaulx, dans lequel Malcolm se place lui-même entre les mains d'un conspirateur, qu'il réussit à désarmer par la force de ses reproches, montre que le roi avait aussi l'aura d'une exceptionnelle stature morale.
Son surnom gaélique, « Ceann Mór », d'où vient le moderne « Canmore » signifie textuellement « Grosse Tête », il doit probablement être compris littéralement. Toutefois, le même sobriquet est aussi relevé au XIIe siècle pour son arrière-petit-fils Malcolm IV d'Écosse, ce qui a permis d'envisager qu'il ait un sens figuré. Malcolm III n'a certainement pas été nommé « Canmore » avant le XIIIe siècle, alors que les récits contemporains relèvent son teint fleuri et son long cou.
Bien qu'aucune innovation importante ne marque son règne, Malcolm III, par son gouvernement vigoureux et son second mariage remarquable laisse le royaume d'Écosse dans une situation très différente de celle d'avant 1050. Il a plus nettement défini territorialement son royaume c'est-à-dire l'Écosse actuelle à l'exception des îles de l'Ouest et de l'Extrême-Nord, qu'il a de plus placé de façon décisive dans la mouvance d'un royaume d'Angleterre conquis par les Normands, en abandonnant son orientation vers le monde scandinave. Malcolm III et sainte Marguerite d'Écosse ont finalement intégré l'Écosse dans le concert des nations européennes.

## Famille et descendance
Malcolm III épousa d'abord.
1) vers 1065 Ingibiorg Finnsdottir veuve de Thorfinn Sigurdsson Jarl des Orcades (morte ou répudiée vers 1069) dont :
- Duncan II d'Écosse ;
- Domnall (mort en 1085)[35] père de Ladhmann tué par les hommes de Moray en 1116[36] ;
- (?) Malcolm, cité en 1094 dans une charte de Duncan II.

2) vers 1070 Marguerite de Wessex (morte en 1093), canonisée en 1250, dont : 
- Édouard né en 1070 tué avec son père le 16 novembre 1093[27] ;
- Edmund d'Écosse ;
- Ethelred abbé-laïc de Dunkeld (mort vers 1097) ;
- Edgar Ier d'Écosse né vers 1074 ;
- Alexandre Ier d'Écosse né vers 1077 ;
- David Ier d'Écosse né vers 1085 ;
- Édith dite Matilde (morte le 1er mai 1118)[37], épouse en 1100 du roi Henri Ier d'Angleterre ;
- Marie (morte le 31 mai 1115), épouse du comte Eustache III de Boulogne.

## liens externes
- Notices d'autorité :   - VIAF
  - ISNI
  - IdRef
  - LCCN
  - GND
  - Vatican
  - PASE
  - WorldCat